# Jean de Bonmarché
Jean de Bonmarché (Ieper, Flandes Occidental, vers 1525 – Madrid, Espanya, setembre de 1570) fou un compositor de l'escola francoflamenca.
El 1559 era mestre de música de la catedral de Cambrai, i el 1565 passà a Madrid com a mestre de capella de Felip II.
Va escriure himnes, motets i una missa a set veus. En la biblioteca de El Escorial s'hi conserven diverses composicions d'aquest autor, i en la col·lecció Cantiones triginta selesctissimae (Nuremberg, 1568) apareix un motet a vuit veus.